# اشلی باکر
اشلی باکر (انگلیسی: Eshly Bakker؛ زادهٔ ۱۰ فوریهٔ ۱۹۹۳) بازیکن فوتبال اهل پادشاهی هلند است که در حال حاضر برای باشگاه فوتبال زنان لینشوپینگ بازی می‌کند.
از باشگاه‌هایی که در آن بازی کرده است می‌توان به دویسبورگ اشاره کرد.
وی همچنین در تیم‌های ملی فوتبال زیر ۱۵ سال، زیر ۱۶ سال، زیر ۱۷ سال، زیر ۱۹ سال و بزرگسالان زنان هلند بازی کرده است.

## دوران باشگاهی

### آدو دن هاخ
اشلی باکر در آمستردام متولد شد و کار خود را در باشگاه آماتور پانگرتیوس از بادهوودورپ آغاز کرد. در سال ۲۰۱۰، در سن ۱۷ سالگی به باشگاه فوتبال زنان آدو دن هاخ پیوست. باکر در تاریخ ۲ سپتامبر ۲۰۱۰ اولین بازی خود را در لیگ برتر فوتبال زنان هلند برابر باشگاه فوتبال زنان ویلم دوم انجام داد. او اولین گل‌های خود را در لیگ در تاریخ ۷ اکتبر ۲۰۱۱ برابر باشگاه فوتبال زنان هیرنفین به ثمر رساند و در دقایق ۱۸ و ۸۲ گلزنی کرد. باکر در فصل ۲۰۱۱–۱۲ با آدو دن هاخ قهرمان لیگ هلند (اردیویژه) و جام حذفی شد و در سن ۱۹ سالگی به این موفقیت دست یافت.

### آژاکس
باکر در تاریخ ۲۴ اوت ۲۰۱۲ اولین بازی خود را در لیگ برابر باشگاه فوتبال زنان هیرنفین انجام داد. او اولین گل خود را در لیگ در تاریخ ۲۶ آوریل ۲۰۱۳ برابر باشگاه فوتبال زنان کی کونتیخ به ثمر رساند و در دقیقه ۶۹ گلزنی کرد. قهرمانی دوم او در جام هلند در فصل ۲۰۱۳–۱۴ به دست آمد.
باکر در تاریخ ۶ ژوئن ۲۰۱۴ یک هت‌تریک برابر باشگاه فوتبال زنان خنت به ثبت رساند.

### توئنته
باکر در تاریخ ۲ سپتامبر ۲۰۱۶ اولین بازی خود را برابر آژاکس انجام داد. او اولین گل خود را در تاریخ ۱۶ اکتبر ۲۰۱۶ برابر آدو دن هاخ به ثمر رساند و در دقیقه ۵۲ گلزنی کرد. باکر در تاریخ ۲ دسامبر ۲۰۱۶ یک هت‌تریک برابر باشگاه فوتبال زنان پک زووله به ثبت رساند.

### دویسبورگ
باکر در تاریخ ۱۶ ژوئن ۲۰۱۷ به باشگاه دویسبورگ از بوندسلیگای زنان آلمان پیوست. او در تاریخ ۳ سپتامبر ۲۰۱۷ اولین بازی خود را برابر فرایبورگ انجام داد. باکر اولین گل خود را برای این باشگاه در جام حذفی برابر باشگاه فوتبال زنان آرمینیا بیله‌فیلد در تاریخ ۸ اکتبر ۲۰۱۷ به ثمر رساند و در دقیقه ۸۷ گلزنی کرد.

### بازگشت به آژاکس
باکر در تاریخ ۷ سپتامبر ۲۰۱۸ اولین بازی خود را برابر پک زووله انجام داد. او اولین گل خود را در تاریخ ۴ نوامبر ۲۰۱۸ برابر آکیلیس ۲۹ به ثمر رساند و در دقیقه ۵۸ گلزنی کرد. باکر در تاریخ ۱۴ دسامبر ۲۰۱۸ یک هت‌تریک برابر اکسلسیور روتردام به ثبت رساند. او در مارس ۲۰۲۱ جایزه گل ماه را برای گلش در برابر اکسلسیور دریافت کرد. در تاریخ ۹ ژوئیه ۲۰۲۱ اعلام شد که باکر قرارداد خود را تا سال ۲۰۲۲ تمدید کرده است. او در تاریخ ۳۰ اکتبر ۲۰۲۲ به حدنصاب ۲۰۰ بازی برای آژاکس رسید. باکر در سال ۲۰۲۳ آژاکس را ترک کرد و در تاریخ باشگاه بیشترین بازی را انجام داد.

### اوترخت
باکر در تاریخ ۱۹ ژوئن ۲۰۲۳ به باشگاه فوتبال اوترخت معرفی شد. او در تاریخ ۱۰ سپتامبر ۲۰۲۳ در اولین بازی خود برابر باشگاه فوتبال زنان فاینورد گلزنی کرد. در تاریخ ۱۰ مارس ۲۰۲۴، در یک بازی برابر آژاکس، خواهر دوقلوی باکر بنری را بالا برد که از او خواسته بود تا شاهد ازدواجشان باشد، که باعث اشک ریختن باکر شد. او با ۱۰ گل در این فصل تیم را رهبری کرد.

### لینشوپینگ
در تاریخ ۱۶ اوت ۲۰۲۴، باکر به تیم سوئدی باشگاه فوتبال زنان لینشوپینگ منتقل شد. در طی این انتقال، اولین بار بود که باشگاه فوتبال زنان اوترخت هزینه انتقال دریافت می‌کرد.

## دوران ملی
باکر در تیم‌های ملی جوانان پیشرفت کرد و برای تیم‌های زیر ۱۵ سال، زیر ۱۶ سال، زیر ۱۷ سال (شامل رقابت‌های یورو ۲۰۱۰) و زیر ۱۹ سال بازی کرد.
او در تاریخ ۵ آوریل ۲۰۱۴ برای تیم ملی بزرگسالان هلند در یک بازی مقدماتی جام جهانی فوتبال زنان ۲۰۱۵ برابر تیم ملی فوتبال زنان یونان به میدان رفت و به عنوان یار تعویضی وارد زمین شد و آخرین گل پیروزی ۶–۰ را به ثمر رساند.